# فرودگاه شهری گرانتسبورگ

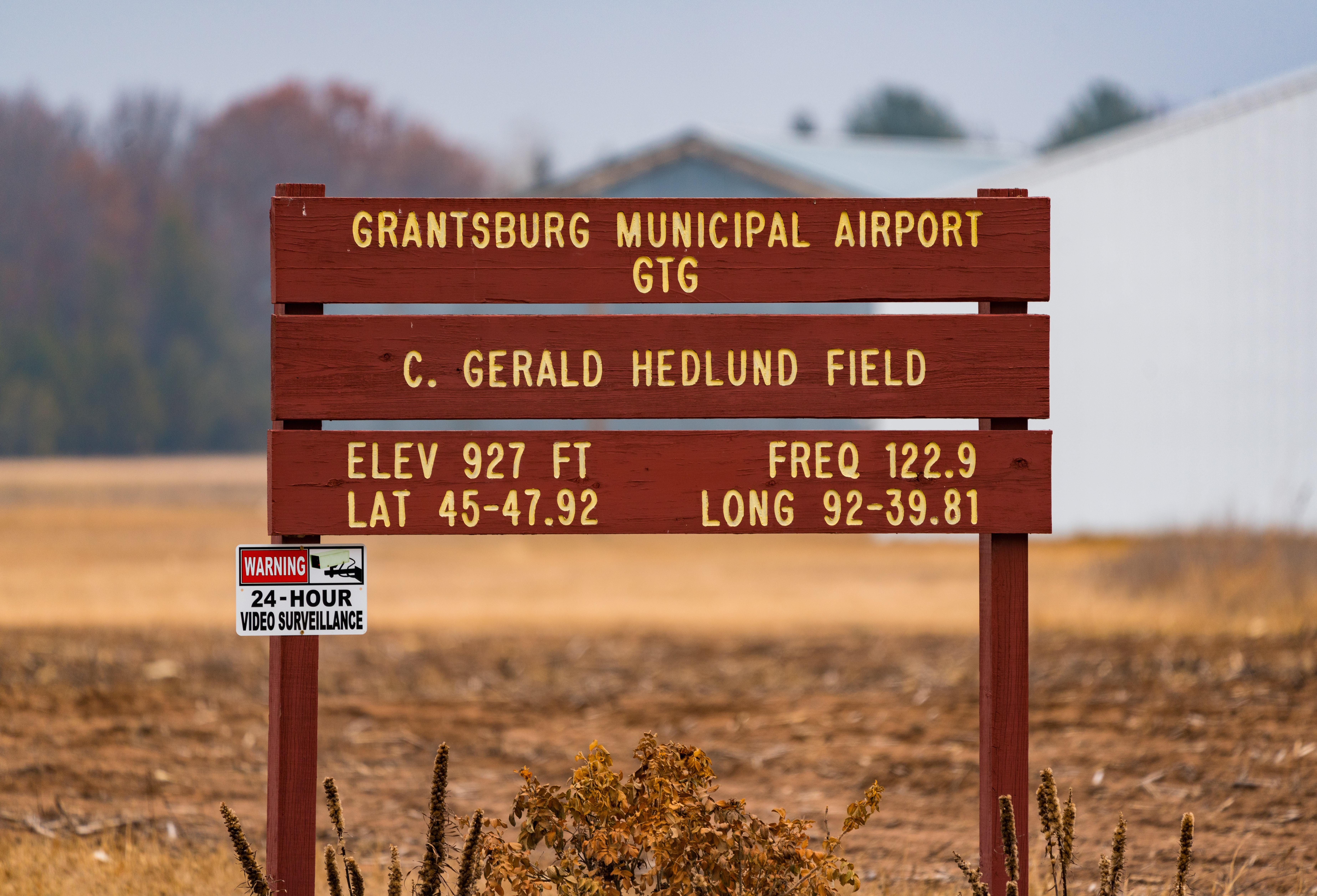
فرودگاه شهری گرانتسبورگ

فرودگاه شهری گرانتسبورگ (به انگلیسی: Grantsburg Municipal Airport) یک فرودگاه همگانی بهره‌برداری هوایی با کد یاتا GTG است که یک باند فرود آسفالت دارد و طول باند آن ۹۱۴ متر است. این فرودگاه در کشور ایالات متحده آمریکا قرار دارد و در ارتفاع ۲۸۳ متری از سطح دریا واقع شده‌است.